# Злочин і кара по-американськи
Злочин і кара по-американськи (англ. Crime and Punishment in Suburbia) — американський трилер 2000 року.

## Сюжет
Розанна — зірка команди вболівальників. Вона живе в розкішному будинку в затишному передмісті, а її приятель Джиммі — найкращий спортсмен школи. Схоже, її життя ідеальне. Але вдома Розанну чекають її вітчим-алкоголік і далеко не ідеальна мати, яка ненавидить свого жалюгідного чоловіка. Все це терпимо до тих пір, поки мати Розанни не тікали з чорношкірим барменом. Скандал робить красуню посміховиськом, але коли її у п'яному угарі ґвалтує вітчим, вона вирішує покінчити з цим пеклом раз і назавжди. Для цього Розанні знадобиться допомога Джиммі, адже вбивство — відповідальна справа.

## У ролях
- Моніка Кіна — Розанна Сколнік
- Еллен Баркін — Меггі Сколнік
- Майкл Айронсайд — Фред Сколнік
- Вінсент Картайзер — Вінсент
- Джеймс ДеБелло — Джиммі
- Джеффрі Райт — Кріс
- Кончата Феррелл — Белла
- Маршалл Р. Тіг — тренер
- Ніккі Ейкокс — Сесіл
- Крістіан Пейн — Дін
- Ентоні С. Чоу — учитель